# Pałac w Jarząbkowicach
Pałac w Jarząbkowicach – zabytkowy pałac XVIII w., we wsi Jarząbkowice (województwo dolnośląskie)  w Polsce,  w powiecie średzkim, w gminie Kostomłoty.

## Historia
Obiekt jest częścią zespołu pałacowego, w skład którego wchodzi jeszcze park.